# Merian Caldwell Cooper
Merian Caldwell Cooper, ameriški vojaški pilot, novinar, letalec, raziskovalec, general, filmski igralec, filmski režiser, scenarist in filmski producent, * 24. oktober 1893, Jacksonville, Florida, Združene države Amerike, † 21. april 1973, San Diego, Kalifornija, ZDA.
Brigadni general Vojnega letalstva ZDA Cooper je najbolj znan po filmu King Kong, za katerega je napisal scenarij, ga režiral, produciral in celo odigral manjšo filmsko vlogo. 

## Življenjepis
Po končanju srednje šole Duval High School, je leta 1915 vstopil v Pomorsko akademijo ZDA, ki pa jo je nepričakovano zapustil v zadnjem letniku. Leta 1916 je vstopil v Nacionalno gardo Georgije in se z njo udeležil mehiške kazenske ekspedicije ter pomagal preganjati Pancho Villa.
Med prvo svetovno vojno je bil bombniški pilot. Med eno izmed misij je bil sestreljen. Zaradi dejstva, ker je letalo gorelo, so ga Američani razglasili za mrtvega in sam general John J. Pershing je podpisal njegov smrtni certifikat. Toda v resnici se je rešil iz razbitine, nato pa so ga zajeli Nemci. Do konca vojne je bil vojni ujetnik.
Z pričetkom poljsko-sovjetske vojne se je Cooper odpravil na Poljsko, kjer se je boril na strani Poljakov med poznim 1919 in letom 1921. Sam je rekel, da je to storil zaradi pomoči Poljakov med ameriško državljansko vojno ter se jim je hotel tako oddolžiti. Bil je član prostovoljske vojnoletalske eskadrilje Kosciuszko Squadron. 26. julija 1920 je bil ponovno sestreljen in zajeli so ga Sovjeti. Naslednjih 9 mesecev je ponovno preživel v vojnem ujetnštvu. V le-tem je bil skoraj trikrat usmrčen, toda malo pred koncem vojne mu je uspelo pobegnili v Latvijo. Zaradi njegovega poguma in zaslug ga je poljski vrhovni poveljnik Józef Piłsudski odlikoval z najvišjim poljskim vojaškim odlikovanjem - Virtuti Militari.
Po vrnitvi v ZDA se je kmalu odpravil na svojo raziskovalno pot. Skupaj s Ernestom Schoedsackom, njegovim poznejšim dolgoletnim prijateljem in sodelavcem, sta se sprva odpravila v Abesinijo (današnja Etiopija), nato pa še v Perzijo (današnji Iran) in v Siam (današnja Tajska). Zadnje potovanje je bilo odločilno za njegovo filmsko kariero. Na tem potovanju so tako spremljali stampedo slonov in ujeli so tigra, ki je ubil in požrl več ljudi. Na podlagi teh dogodkov je naredil prva dva dokumentarna filma, Grass in Chang.
Toda največji podvig mu je uspel s filmom King Kong, idejo za katerega je dobil v džungli. Sam je napisal scenarij, sodeloval pri produkciji in ga na koncu tudi režiral. V filmu je tudi odigral manjšo vlogo, pilota, ki na koncu ubije orjaško opico. V tem podvigu se mu je pridružil prijatelj Schoedsack.
Ob izbruhu druge svetovne vojne, ko je bil star skoraj 50 let, je prostovoljno vstopil v Vojno letalstvo ZDA. Poslan je bil na Kitajsko, kjer je postal načelnik štaba Letečih tigrov, ki so bili pod poveljstvom generala Chennaulta. Sodeloval je tudi pri načrtovanju Doolittlovega letalskega napada na Tokio leta 1942. Ob kapitulaciji Japonske je bil prisoten na USS Missouri, kjer je bila podpisana pogodba. Ob koncu vojne je dosegel čin brigadnega generala.
Po vojni je leta 1947 ustanovil Argosy Pictures skupaj z Johnom Fordom. Skupaj sta ustvarila številne znamenite filme, kot so Rio Grande, Mirni človek, The Searchers, Little Women, Northwest Passage, Fort Apache,... Znan je tudi po tem, da je ustvaril številne filmske zvezde, med njimi John Wayna, Katharine Hepburn, Ginger Rogers, Freda Astaira,...
V 50. in 60. letih 20. stoletja je bil velik podpornik senatorja McCarthyja in njegovega boja proti komunizmu.
Leta 1953 je prejel oskarja za življenjsko delo za njegove inovacije in doprinose v razvoju filmografije. Bil je tudi dvakrat nominiran za oskarja za najboljšo produkcijo (v letih 1933 in 1952). Dobil je tudi svojo zvezdo na Hollywoodski aleji slavnih, kjer pa je njegovo ime napačno zapisano kot Meriam C. Cooper.